# Landgericht Würzburg (links des Mains)
Das Landgericht Würzburg (links des Mains) war ein bayerisches Landgericht älterer Ordnung.

## Beschreibung
Im Jahr 1817 wurde im Verlauf der Verwaltungsneugliederung Bayerns das Landgericht Würzburg rechts des Mains errichtet. Dieses kam zum Untermainkreis, dem Vorläufer des späteren Regierungsbezirks Unterfranken. Gebildet wurde es aus den würzburgischen Ämtern Heidingsfeld und Veitshöchheim zuzüglich der aufgelösten Stifte und Klöster. Der Sitz des Landgerichts war Würzburg. Es war knapp 4 Quadratmeilen groß und es gab 1 Stadt III. Klasse und 20 Ruralgemeinden:
- Albertshausen
- Eisingen
- Erlabrunn
- Heidingsfeld mit Heuchelhof, Vogelshof und Zwickleinshof
- Hettstadt mit Hettstadterhof
- Höchberg mit Erbachshof
- Kirchheim mit Egenburgerhof und Geiersmühle
- Kist mit Guttenberg und Irtenberg
- Kleinrinderfeld mit Limbachshof und Maisenbachhof
- Lindflur mit Siegelgrundhof
- Margetshöchheim
- Moos
- Oberleinach
- Reichenberg
- Roßbrunn mit Mädelhofen und Schafhof
- Rottenbauer
- Uengershausen
- Unterleinach
- Waldbrunn
- Waldbüttelbrunn
- Zell mit Großjanshof, Kloster Unterzell und Oberzell

Am 17. April 1849 kamen vom aufgelösten Herrschaftsgericht Remlingen drei Gemeinden hinzu (Oberaltertheim, Steinbach und Unteraltertheim). Dadurch vergrößerte sich das Gebiet auf 4,005 Quadratmeilen (≈224 km²): 1862 wurde die Verwaltung von dem neu geschaffenen Bezirksamt Würzburg übernommen. Das Landgericht Würzburg (links des Mains) war nun nur noch für die Gerichtsbarkeit zuständig. Am 1. April 1873 wurde das Landgericht Würzburg (links des Mains) mit dem Landgericht Würzburg (rechts des Mains) und dem Stadtgericht Würzburg zum neu gebildeten Landgericht Würzburg vereinigt.